# Wilma Mankiller
Wilma Perla Mankiller (18 de noviembre de 1945 - 6 de abril de 2010) fue una activista cheroqui, trabajadora social, promotora de la comunidad y la primera jefa de la Nación Cheroqui.
Nacida en Tahlequah, Oklahoma, vivió en Oklahoma hasta los 11 años, momento en que su familia se trasladó a San Francisco dentro del programa federal para urbanizar a nativos estadounidenses Al finalizar el instituto, se casó con un ecuatoriano acomodado y criaron dos hijas. Inspirada por los movimientos políticos y sociales de la década de 1960s, Mankiller participó en la ocupación de Alcatraz (protesta que duró 19 meses en la que 89 nativo estadounidenses ocuparon la isla de Alcatraz) y más tarde participó en las luchas por tierra y compensación de la tribu Pit River. 
A principios de los años 1970s, estuvo cinco años como trabajadora social, centrándose fundamentalmente en cuestiones relativas a los niños.
A su vuelta a Oklahoma en otoño 1976, Mankiller fue contratada por la Nación Cheroqui como coordinadora de incentivos económicos. Con su experiencia en la preparación de documentación, tuvo mucho éxito consiguiendo becas y subsidios, y a principios de la década de 1980s dirigía el recién creado Departamento de Promoción Comunitaria de la Nación Cheroqui. Como directora, diseñó y supervisó proyectos comunitarios innovadores que permitían a los ciudadanos rurales identificar sus propios retos y, a través de su trabajo, participar en su resolución. Uno de sus proyectos de Bell, Oklahoma aparece en la película "The Cherokee Word for Water", dirigida por Charlie Soap y Tim Kelly. En 2015, esta película fue seleccionada la mejor película india americana de los últimos 40 años por el American Indian Film Institute. Otro de sus proyectos en Kenwood fue reconocido con el Certificado Nacional al Mérito por el Departamento de Vivienda y Desarrollo Urbano de los Estados Unidos.
Su capacidad de gestión llamó la atención del candidato a Jefe Principal Ross Swimmer, que la propuso que le acompañara en su candidatura como segunda en las elecciones tribales de 1983. Ganaron, y ella se convirtió en la primera mujer elegida para ser Jefa Adjunta de la Nación Cheroqui. En 1985 Swimmer consiguió una posición en la administración federal, en la Oficina de Asuntos Indígenas, y ella fue nombrada Jefa Principal, cargo que ocupó hasta 1995. Durante su mandato, el gobierno cheroqui construyó nuevas clínicas de salud, creó una clínica móvil del cuidado de los ojos, estableció servicios de ambulancia e instituyó la educación primaria, la educación adulta y programas de formación profesional.  También desarrolló fuentes de ingresos tales como fábircas, tiendas minoristas, restaurantes y bingos, a la vez que establecía principios de gobernanza que permitieran a la tribu gestionar sus propios recursos.
Cuando se retiró de la política, Mankiller volvió a su faceta como activista, defendiendo la mejora de la imagen de los nativo estadounidenses y combatiendo la apropiación indebida de la herencia de los pueblos nativos, escribiendo libros entre los que se encuentra su autobiografía, que fue un superventas nacional, Mankiller: A Chief and Her People (Mankiller: Una Jefa y su gente), siendo también coautora de "Cada día es un buen día: Reflexiones Contemporáneas sobre Mujeres Indígenas" y dando numerosas conferencias sobre cuidado de la salud, soberanía tribal, derechos de las mujeres, o cáncer.  Durante su vida sufrió serios problemas de salud, muriendo de cáncer de páncreas en 2010.
Ha recibido numerosos premios y reconocimientos locales, estatales y federales, incluida la Medalla Presidencial de la Libertad. En 2021, la Casa de Moneda de los Estados Unidos anunció que Mankiller sería una de las mujeres representadas en las monedas de un cuarto de dólar como parte del programa "American Women Quarters".

## Biografía
Wilma Perla Mankiller nació en Tahlequah, Oklahoma, la sexta de once hijos, hija de Charley Mankiller y Clara Irene Sitton. Su padre fue un cheroqui de pura sangre cuyos ancestros habían sido obligados a trasladarse a Territorio Indígena (Estados Unidos) desde Tennessee en el contexto del Sendero de lágrimas de la década de 1830s. Su madre era una mujer de raza caucásica de ascendencia inglesa y escocesa-irlandesa, cuyos ancestros se habían establecido inicialmente en Virginia y Carolina del Norte en los 1700s.  Sus abuelos maternos llegaron a Oklahoma a principios del siglo XX desde Georgia y Arkansas, respectivamente.
El apellido de la familia, Mankiller, se refiere a un rango militar tradicional cheroqui, similar a capitán o general; o chamán, con la habilidad de vengar los agravios con métodos espirituales; es Asgaya-dihi (ᎠᏍᎦᏯᏗᎯ) en el idioma cheroqui. El nombre de Wilma en cheroqui, que significa flor, era  A-ji-luhsgi.
Cuando se casaron sus padres en 1937, se establecieron en las tierras asignadas al abuelo, John Mankiller, conocidas como Mankiller Flats, cerca de las Montañas Rocosas, Oklahoma, que había recibido en 1907 como parte de la política gubernamental de asimilación forzada para los pueblos nativos estadounidenses.
Wilma tenía cinco hermanos mayores que ella. En 1948, cuanto tenía 3 años, la familia se fue a vivir a una casa construida por su padre, su tío y uno de sus hermanos en la tierra del abuelo.  Sus otros cinco hermanos nacieron en los 12 años siguientes.  La casa era pequeña, y no tenía electricidad ni cañerías, y vivían en pobreza extrema. La familia cazaba, pescaba y mantenía una huerta para alimentarse.  También cultivaban cacahuetes y fresas que vendían.  Mankiller fue a la escuela hasta el quinto curso en una escuela de tres salas en las Montañas Rocosas. En casa hablaban tanto cheroqui como inglés; incluso la madre hablaba cheroqui.  La madre enlataba comida y utilizaba sacos de harina para confeccionar ropa para los niños, a los que introdujo en la herencia cheroqui.  Aunque se unieron a la iglesia baptista, los niños no se fiaban de los blancos y sus costumbres, y preferían los encuentros ceremoniales de la tribu.  Los ancianos enseñaban a los niños historias tradicionales.
En 1942, durante la Segunda Guerra Mundial, el ejército de Estados Unidos ejerce el dominio eminente para fines militares y se hizo cargo de la tierra de 45 familias Cherokee, incluidos los Mankillers, con el fin de ampliar el campo de Gruber.  Mankillers voluntariamente dejó de Oklahoma en la Oficina del Programa de Reubicación de Asuntos Indígenas. La familia se trasladó a San Francisco en 1956, y más tarde se establecieron en Daly City. Alternative spellings are Outacity or Outacite.
En 1963, a la edad de 17 años, casado Mankiller Hector Hugo Olaya de Bardi, un estudiante de la universidad ecuatoriana. Se trasladó a Oakland y tuvo dos hijas, Felicia Olaya, nacido en 1964, y Gina Olaya, nacidos en 1966. and Clara Irene Sitton (born September 18, 1921).
En 1955, una profunda sequía hizo cada vez más difícil para la familia el mantenerse. Como parte de la política de asimilación de la población indígena, la ley de traslado  de la población indígena de 1956 proporcionaba apoyo para el traslado de familias nativas a áreas urbanas. Agentes de la Oficina de Asuntos Indígenas prometían trabajos y condiciones de vida mejores para las familias que estuvieran de acuerdo con el traslado. En 1956, cuando tenía 11 años, su padre no consiguió un préstamo de la BIA, y decidieron que trasladarse a la ciuedad en la que podrían tener ingresos habituales y un trabajo estable sería bueno para la familia. La familia eligió California porque la madre de Irene vivía en Riverbank. Vendieron todas sus pertenencias, y tomaron el tren desde Stilwell, Oklahoma a San Francisco. Aunque se les había prometido un apartamento en la ciudad, no había ningún apartamento disponible cuando los Mankillers llegaron. Les alojaron en un escuálido hotel en el Tenderloin District durante varias semanas. Incluso cuando la familia se trasladó a Potrero Hill, donde tanto el padre como uno de los hermanos encontraron trabajo, la familia tuvo dificultades financieras. Tenían algún vecino nativo americano, creando una alienación de sus identidades tribales.
Mankiller y sus hermanos fueron al colegio, pero no era fácil, pues los otros estudiantes se reían de su apellido, y le tomaban el pelo sobre su ropa y su manera de hablar. Sus compañeros de clase consiguieron que Mankiller abandonara la escuela. En un año, la familia había ahorrado dinero suficiente y pudieron trasladarse a Daly City, pero Mankiller seguía sintiéndose alienada, y huyó de casa, yendo a la granja de su abuela en Riverbank. Su abuela la obligó a volver a Potrero, pero Mankiller continuó huyendo, y sus padres decidieron dejarla vivir en la granja durante un año. Para cuando volvió, la familia había vuelto a trasladarse y vivían en Hunters Point, un barrio plagado de delincuencia, drogas y bandas. Aunque ella había recuperado la confianza en sí misma durante ese año, Mankiller seguía sintiéndose aislada y comenzó a participar en las actividades del San Francisco Indian Center. Siguió ignorando la escuela, en la que le costaban mucho las matemáticas y la ciencia, pero terminó el instituto en 1963.
Tan pronto como terminó en el instituto, Mankiller consiguió un trabajo administrativo en una empresa financiera y se trasladó a vivir con su hermana Frances. Ese verano, en un baile latino, conoció a Hector Hugo Olaya de Bardi, un estudiante universitario ecuatoriano de familia acomodada, y los dos comenzaron a bailar. Mankiller le encontraba sofisticado y a pesar de que sus padres no estaban conformes con la unión, ambos se casaron en Reno, Nevada el 13 de noviembre de 1963, yendo de luna de miel a Chicago. A su vuelta a California, fueron a vivir a un apartamento en el Mission District, y 10 meses más tarde nació su hija Felicia. Entonces se trasladaron a una casa en un barrio cercano y en 1966 tuvieron una seguna hija, Gina. Mientras Olaya continuaba con sus estudios en la San Francisco State University y trabajaba para Pan American Airlines, Mankiller se ocupaba de criar a las niñas. Olaya consideraba que su papel en la familia era el de proveer, dejando a su mujer en casa para criar a los niños. Pero Mankiller no estaba dispuesta a parar, y volvió a estudiar, yendo a clases en el Skyline Junior College. Por primera vez en su vida disfrutaba de los estudios, y sólo iba a los cursos que le interesaban.

### Activismo

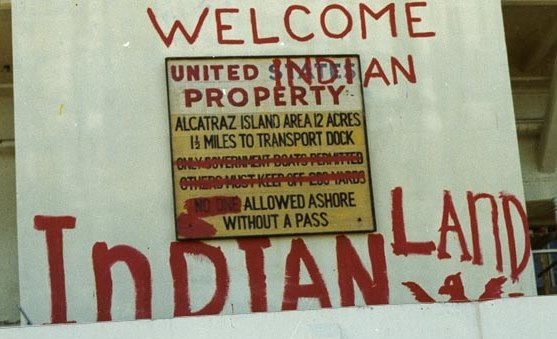
Alcatraz Occupation "Welcome to Indian Land" graffiti

En 1964, un pequeño grupo de activistas Red Power ocupó la isla de Alcatraz durante unas horas. A finales de los 1960s, un grupo de estudiantes de la Universaidad de California en Berkeley, Los Ángeles y Santa Cruz, junto con otros estudiantes del estado de San Francisco comenzaron a protestar contra la Guerra de Vietnam y a favor del reconocimiento de los derechos civiles para las minorías étnicas y las mujeres. Entre los grupos que florecieron en ese momento, estaba el American Indian Movement (AIM), que en San Francisco se centraba en las actividades del San Francisco Indian Center. Allí también se reunía el United Bay Indian Council, que operaba como organización paraguas para unos 30 grupos independientes que representaban a personas de diferentes tribus. En octubre de 1969, el centro se quemó y la pérdida de su lugar de reunión, que servía de vínculo entre los administradores y los estudiantes activistas, que combinaban sus esfuerzos para visibilizar a los nativos estadounidenses con la ocupación de Alcatraz.
La ocupación inspiró a Mankiller a ejercer mayor activismo en favor de los derechos civiles. Antes de la toma de la isla en noviembre, ella no se había involucrado ni en AIM ni en el United Bay Council. Comenzó a quedar con otros nativo americanos que habían participado en el Indian Center, participando activamente en los grupos que apoyaron la ocupación. Aunque visitó Alcatraz, la mayor parte de su trabajo se centró en la recaudación de fondos y de apoyo, consiguiendo suministro de conchas, comida, y agua a aquellos que estaban en la isla. Poco después de que comenzara la ocupación, Charley Mankiller fue diagnosticado con una enfermedad renal que hizo que Mankiller que ella tenía la misma enfermedad. Entre su actvismo, sus estudios, y las obligaciones familiares, pasaba tanto tiempo con su padre como podía. La ocupación duró 19 meses, y en ese periodo Mankiller aprendió habilidades organizativas y como hacer investigación para legal. Otros activistas la animaron a continuar con sus estudios y a comenzar a planificar su carrera.

### Trabajo social
Al morir su padre en 1971, los Mankiller fueron a Oklahoma para el sepelio. A su regreso a California, se transfirió a la San Francisco State University en 1972 y comenzó a centrar sus estudios en el bienestar social. En contra de la voluntad de su esposo, se compró su propio coche y comenzó a buscar mayor independencia, llevando a sus hijas a eventos de nativos estadounidenses a lo largo de la costa oeste. En sus viajes, conoció a miembros de la tribu de Pit River en el Norte de California, cerca de Burney y se unió a su campaña a favor de la compensación frente a la Indian Claims Commission y a la Pacific Gas and Electric Company por las tierras que se habían tomado de la tribu durante la fiebre del oro en California. Durante los siguientes cinco años, ayudó a la tribu a conseguir fondos para su defensa legal y ayudó a preparar la documentación para su demanda, obteniendo experiencia en derecho internacional y de tratados.
Más cerca de casa, Mankiller fundó el Native American Youth Center de East Oakland, en el que estuvo como directora. Tras localizar un edificio, buscó voluntarios para pintar y ayudar a preparar programas educativos para ayudar a los jóvenes a aprender sobre sus ancestros, consiguiendo mucho apoyo de la comunidad. En 1974, Mankiller y Olaya se divorciaron y ella se trasladó a Oakland con sus dos hijas. Consiguió un puesto como trabajadora social en el Urban Indian Resource Center, trabajando en programas de investigación sobre el abuso y abandono infantiles, acogida y adopción de niños nativos. Dado que los niños más indígenas eran colocados en familias que no tenían conocimiento de las tradiciones nativas, trabajó en legislar para prevenir que se sacara a los niños de su cultura. Finalmente se promulgó la Indian Child Welfare Act, que declaraba ilegal el colocar a niños nativos con familias que no lo fueran.

### Promoción comunitaria (1976–1983)
En 1976 la madre de Mankiller regresó a Oklahoma, consiguiendo que Mankiller también lo hiciera con sus dos hijas. Al principio le resultó difícil encontrar trabajo, y regresó a California por un periodo de seis meses. Al llegar el otoño estaba de vuelta en Oklahoma, y construyó una pequeña casa cerca de la de su madre en Mankiller Flats. Tras trabajar como voluntaria para la Nación Cheroqui, Mankiller fue contratada en 1977 para un programa de jóvenes cheroquis para estudiar ciencias medioambientales. Ese mismo año se inscribió en nuevos cursos en la Flaming Rainbow University en Stilwell, Oklahoma, finalizando su Bachiller universitario en ciencias con un título de ciencias sociales centrado en asuntos indios, gracias a la convalidación con un programa ofrecido por la Union for Experimental Colleges en Washington D. C. Se apuntó a cursos de licenciatura sobre promoción comunitaria en la Universidad de Arkansas, en Fayetteville, mientras seguía trabajando en las oficinas de la tribu como coordinadora de estímulos económicos. Trabajó sobre cuidado sanitario en el hogar, protocolos de bienestar para niños indios, idmiomas, un programa para personas mayores y un refugio para jóvenes.
El 9 de noviembre de 1979, mientras volvía a Tahlequah desde Fayetteville, Mankiller sufrió un accidente de circulación. Sherry Morris, una de las mejores amigas de Mankiller, conducía el otro vehículo y murió en el acto. Mankiller se rompió varias costillas, su pierna derecha y heridas en la cara. En un principio los médicos pensaron que no podría volver a caminar. Tras 17 operaciones y cirugía plástica para reconstruirle la cara, fue dada de alta en el hospital caminando con la ayuda de muletas. Mientras todavía estaba recuperándose del accidente, tres meses después de la colisión, Mankiller se dio cuenta de que le faltaba coordinación entre los músculos. Tiraba cosas, no era capaz de coger otras, su voz se cansaba al poco de estar hablando. Los médicos pensaron que se trataba de un problema relacionado con el accidente, pero un día, mientras veía un programa sobre distrofia muscular, Mankiller se dio cuenta de que sus síntomas eran parecidos. Llamó al centro de distrofia muscular, que la remitió a un especialista que le diagnosticó una miastenia grave. En noviembre de 1980 volvió al hospital y fue sometida a varias cirugías, comenzando un ciclo de quimioterapia que duraría varios años. Volvió a trabajar en diciembre.
Trabajando en el departamento de becas y ayudas, el primer programa de desarrollo comunitario de Mankiller fue para Bell, Oklahoma. Solicitanto a los miembros de la comunidad que donaran su tiempo y trabajo para instalar dieciséis mil cañerías para un sistema de agua compartida, construir casas o rehabilitar edificios, la ayuda involucró a la comunidad en su propia mejora. Mientras trabajaba en el proyecto Bell, Mankiller colaboraba con Charlie Soap, que trabajaba en la Indian Housing Authority y la ayudaba a supervisar los trabajos. El éxito del programa hizo que se utilizara como modelo para otras solicitudes de fondos para su tribu y para otras tribus. En 1981, el jefe de tribu Ross Swimmer la nombró directora de un departamento que ella misma había concebido, el Community Development Department de la Nación Cheroqui. Durante los siguientes tres años, Mankiller consiguió millones de dólares para programas de desarrollo comunitario similares. Su enforque era uno de autoayuda, que permitía a los ciudadanos identificar sus problemas y tener el control sobre los retos que se les planteaban. Impresionado por sus habilidades y resultados, Swimmer le pidió que se presentara junto a su candidatura en las siguientes elecciones en la tribu.

## Carrera política
En 1983, Mankiller, demócrata, fue elegida vicejefa de la Nación Cherokee, junto a Ross Swimmer, republicano, que estaba cumpliendo su tercer mandato consecutivo como jefe principal. Aunque ambos querían que la tribu fuera autosuficiente, Swimmer consideraba que para ello era necesario desarrollar negocios de la tribu, tales como hoteles y empresas agrícolas. Mankiller quería centrarse en las pequeñas comunidades rurales, mejorando la vivienda y la sanidad.  Sus diferencias en cuestiones políticas no fueron el problema principal en la elección, sino que lo fue el sexo de Mankiller.  Le sorprendió mucho el sexismo al que tuvo que enfrentarse, dado que en la sociedad tradicional cheroqui las familias y los clanes estaban organizados en función de la línea materna.  Aunque tradicionalmente las mujeres no habían desempeñado cargos en el gobierno cheroqui, sí tenían un consejo de mujeres que tenía una influencia considerable y eran responsables de la formación del jefe tribal. Recibió amenazas de muerte, le rasgaron las ruedas y se quemó un cartel con su imagen. A pesar de todo Swimmer se mantuvo firme.  Ganó la reelección frente a Perry Wheeler por un margen reducido, ante la fuerza de la abstención.  Mankiller también ganó para el puesto de vicejefa frente a Agnes Cowen y se convirtió en la primera mujer elegida como vicejefa de la Nación Cheroqui. Wheeler y Cowen demandaron un recuento y presentaron una demanda en el Cherokee Judicial Appeals Tribunal y en U.S. District Court alegando irregularidades en el voto.  Tanto el tribunal tribal como el federal sentenciaron en contra de Wheeler y Cowen.

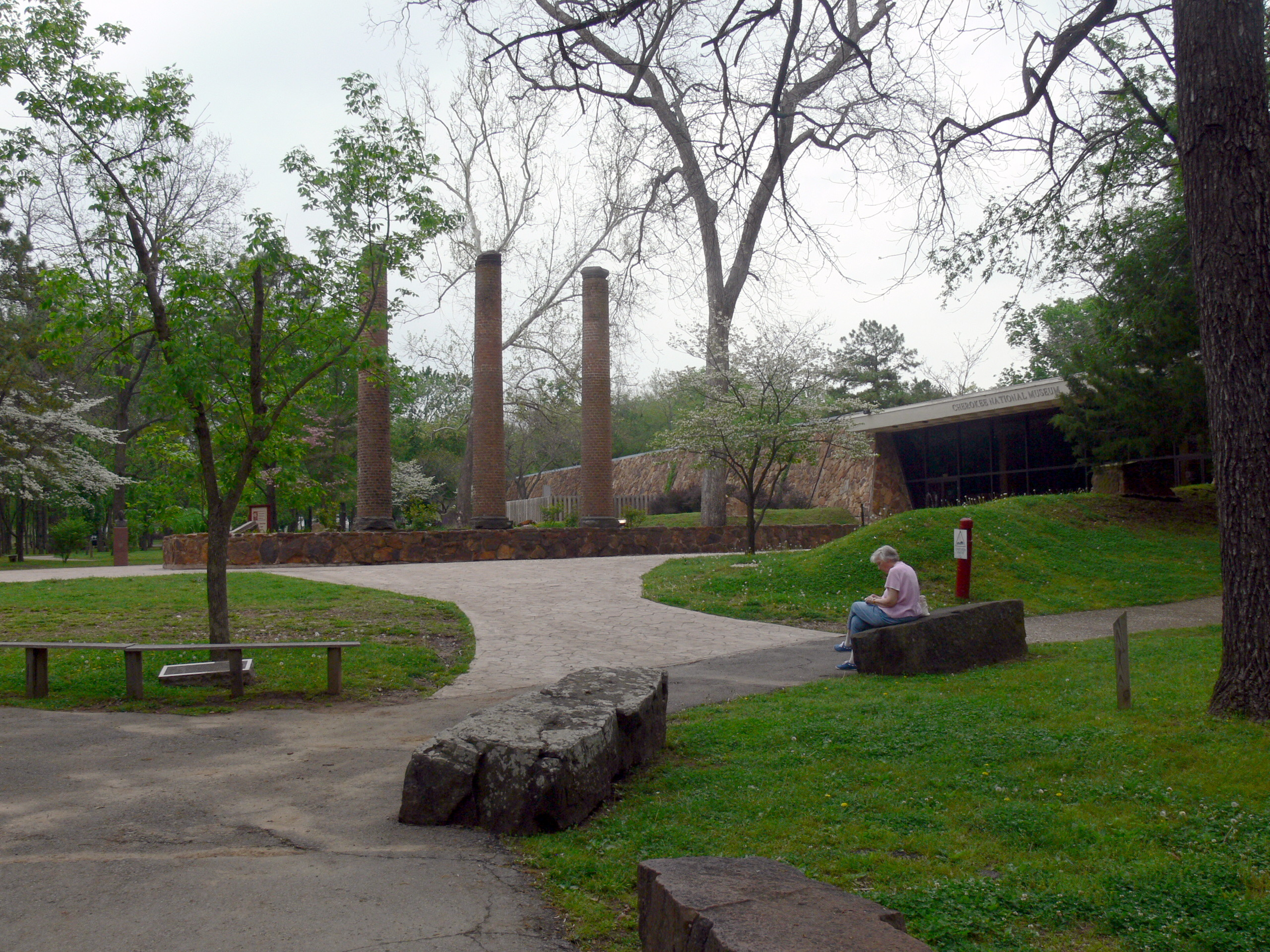
Cherokee Heritage Center

Como vicejefa, una de sus obligaciones principales era presidir el Consejo Tribal, el órgano de quince miembros que gobernaba la Nación Cheroqui. A pesar de que creía que el sexismo de la campaña terminaría una vez se resolvieran las elecciones, Mankiller se dio cuenta rápidamente de que no contaba con el apoyo del Consejo. Algunos miembros la veían como el enemigo político, mientras que otros la ignoraban por razón de su género.  Decidió no involucrarse en la legislación tribal para minimizar la hostilidad de su elección, y se concentró en cambio en áreas del gobierno que estaban fuera del control del consejo.
Uno de los primeros aspectos en que se centró fue la división entre los pura sangre y aquellos con sangre mixta. Cheroquis con ancestros no-nativos habían asimilado la cultura estadounidense más de lo que lo habían hecho los pura sangre que mantenían su idioma y cultura cheroqui. Ambos grupos se habían enfentrado históricamente, sin ponerse de acuerdo sobre el desarrollo. Para cuando Mankiller fue elegida vice, la facción de sangre mixta se centraba en el crecimiento económico favoreciendo a no-nativos para gestionar los negocios si estaban mejor cualificados. Los pura sangres consideraban que esta modernización pondría en peligro la identidad cheroqui. Mankiller, que apoyaba un enfoque a medio camino entre ambos, expandió el Cherokee Heritage Center y el Institute for Cherokee Literacy. Persuadió al consejo tribal a que cambiara la manera de elegir a sus miembros para que en lugar de candidatos históricos pudiera haber también potenciales miembros de los distritos recién creados. Este cambio hizo que los centros urbanos con mayor población ya no controlaran la formación del consejo.

### Jefa principal - mandato parcial
En 1985, el Jefe Swimmer dejó su puesto al ser nombrado como vicesecretario de la Oficina de Asuntos Indígenas. Mankiller lo sucedió como la primera jefa principal de la Nación Cherokee, a partir del 5 de diciembre de 1985. Para tranquilizar a sus detractores en el consejo, no acudía a las reuniones del consejo, y hacía hincapié en la separación entre la rama ejecutiva y la rama legislativa del gobierno.  Casi inmediatamente, la prensa hizo a Mankiller una celebridad internacional y mejoró la percepción de los nativos estadounidenses en todo el país.  En artículos tales como la entrevista que le hicieron en noviembre de 1985 en la revista People, Mankiller se esforzó por demostrar que las tradiciones culturales nativas de cooperación y respeto al medio ambiente les convertían en modelos para el resto de la sociedad. En otra entrevista con la revista Ms, señaló que las mujeres cheroqui eran valoradas como miembros de sus comunidades antes de que las costumbres de la sociedad predominante impusiera el patriarcado en la tribu. Al criticar las políticas de la administración Reagan que podrían reducir la autonomía tribal o amenazar su cultura, estableció relaciones con varios agentes de poder. Como no tenía el favor del Consejo Tribal, también utilizó su acceso a la prensa para educar a los votantes cheroquis sobre los objetivos de su administración y su deseo de mejorar los servicios de vivienda y salud.  Cinco meses después de convertirse en jefa, su celebridad hizo que se la eligiera como American Indian Woman of the Year, un reconocimiento otorgado por la Oklahoma Federation of Indian Women, y su introducción al Oklahoma Women's Hall of Fame.  Se la nombró doctora honoris causa de la Universidad de Nueva Inglaterra y se la mencionó como lideresa por la Universidad de Harvard.
Para 1986, la relación entre Mankiller y Charlie Soap había pasado de ser profesional a una relación personal, comprometiéndose a principios de dicho año.  Para evitar peticiones de que dejara su cargo, mantuvieron la relación en privado hasta su matrimonio en octubre.  A pesar de todo, ello generó controversia y peticiones a Soap para que dimitiera.  Lo hizo, a partir de enero de 1987 lo que generó más críticas por parte de los opositores de Mankiller, que vieron el retraso como táctica para que Soap tuviera derecho a una pensión de jubilación. En un principio, estas experiencias negativas disuadieron a Mankiller de intentar la reelección, pero cuando sus opositores trataron de evitar que se presentara, finalmente decidió hacerlo con el apoyo de Soap. Persuadió a los votantes de que la tribu podría cooperar con los gobiernos estatales y federal para negociar términos más favorables que mejoraran sus oportunidades.  Soap, que era un cheroqui pura sangre, fue fundamental para hacer llegar ese mensaje a la facción de pura sangres y miniminar la cuestión del género, al hablar en cheroqui con ellos sobre el lugar tradicional de las mujeres en la sociedad cheroqui.  Centrándose en los recortes llevados a cabo por la Casa Blanca de Reagan, subrayó como tales recortes en vivienda, programas de nutrición y salud e iniciativas educativas impactaban en la tribu.  Aunque estaba de acuerdo con que el desarrollo económico era una prioridad, ella insistía en que tenía que equilibrarse con atención a los problemas sociales.
Semanas antes de la elección, Mankiller fue hospitalizada debido a una enfermedad renal.  Sus opositores alegaban que ello la hacía no apta para liderar a la tribu. La participación fue alta, y aunque Mankiller consiguió el 45% de los votos, la ley requería un 50% para evitar otra vuelta con Perry Wheeler.  Ganó la segunda vuelta, pero una semana después uno de los miembros que la apoyaba, y que había sido elegido para el Consejo Tribal, murió.  El comité de elecciones votó para anular los votos en blanco de cara a la elección del nuevo miembro, pero Mankiller recurrió al Tribunal de Apelación, que hizo que el recuento incluyera los votos en blanco.  Este recuento dio a Mankiller la mayoría, y el puesto en el consejo fue cubierto por otra persona que apoyaba sus políticas.  Mankiller utilizó a la prensa para luchar contra los estereotipos negativos sobre los nativos, subrayando su herencia cultural y sus fortalezas.  Fue seleccionada como la Generadora de Noticias del Año por la Asociación para las Mujeres en la Comunicación, Mujer del Año de la revista Ms para 1987, y apareció en el artículo Celbration of Heros de la revista Newsweek de julio de 1987.

### Primer mandato elegida como Jefa Principal (1987–1991)
Una de las primeras iniciativas de Mankiller fue la de hacer lobby para mantener en marcha el Talking Leaves Job Corps Center, que el departamento de Trabajo de EE. UU. había propuesto para su cierre. El gobierno acordó suspender el cierre si ella conseguía una localización adecuada.  Ella recomendó que el centro de empleo se alojara en un motel que era no era financieramente viable, pero en un principio el Consejo Tribal le denegó el permiso.  Ella consiguió que cambiaran de opinión prometiéndoles que el tema se decidiera por votación de los miembros de la tribu.  También extendió los programas de desarrollo comunitario utilizando el modelo del proyecto Bell, y en 1987 el proyecto Kenwood ganó el certificado del mérito nacional del Departamento de Vivienda y Desarrollo Urbano de los EE.UU. Al anunciar que el gobierno cheroqui no financiaría al completo del Heritage Center, ella incitó al centro a que fuera más proactivo a la hora de atraer turistas y de generar recursos para autofinanciarse.  Cuando se promulgó la Indian Gaming Regulatory Act en 1988, Mankiller se mantuvo cauta en relación con la participación, aunque reconocía que otras tribus tenían derecho a involucrarse en dicho tipo de negocio.  Preocupada por las investigaciones que vinculaban el juego y el crimen, ella no aprobó el juego para la Nación Cheroqui.  También rechazó solicitudes para almacenar deshechos nucleares, visto como podían perjudicar el medio ambiente. Finalmente, cambió en parte de idea y los bingos se convirtieron en una importante fuente de ingresos para la tribu.
Con la fundación del Private Industry Council, Mankiller unió al gobierno y al sector privado para analizar maneras de generar crecimiento económico en Oklahoma.  Estableció oportunidades de formación y programas que ofrecían experiencia financiera y técnica a los miembros de la tribu que quisieran iniciar sus propios negocios.  También apoyó la creación de una empresa de cableado y electricidad, la construcción de una planta hidroeléctrica y una operación horticultural. Otra iniciativa lanzada poco después de asumir el cargo fue la reclamación de una compensación al estado por apropiación indebida de recursos del río Arkansas.  El Tribunal Supremo de EE. UU. dictaminó, en el caso Choctaw Nation v. Oklahoma que las Naciones Cheroqui, Choctaw y Chickasaw eran las propietarias de los bancos y riberas del Río Arkansas. La discusión era sobre si las tribus debían ser compensadas por la pérdida de acceso a los depósitos de carbón, gas y petróleo, que ya no podía extraerse puesto que el Cuerpo de Ingenieros del Ejército de los Estados Unidos había modificado el curso del río durante la construcción del sistema de navegación del río Arkansas. Los cheroqui entonces demandaron a los EE. UU. por daños y el tribunal de apelaciones del 10.º circuito estableció que la tribu tenía derecho a ser indemnizada, aunque luego esa sentencia fue anulada por el Tribunal Supremo. Las tres tribus reclamaron en el Tribunal Federal en 1989 alegando "gestión indebida de recursos de la tribu".

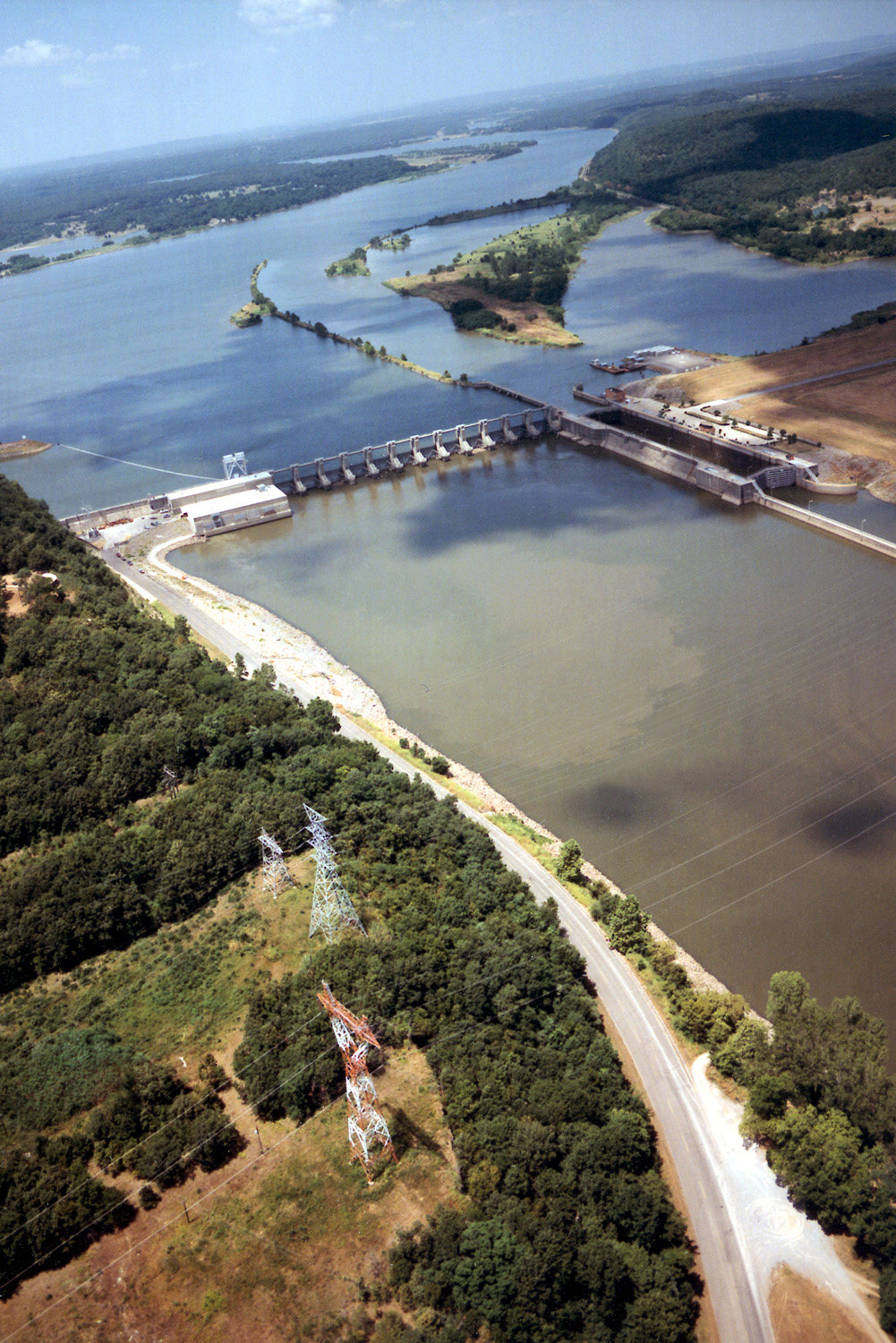
Segment of the McClellan–Kerr Arkansas River Navigation System near Webbers Falls, Oklahoma

En diciembre de 1988, el liderazgo de Mankiller fue reconocido con un premio otorgado por el Sector Independiente, un grupo paraguas de ONGs.  El premio al liderazgo John W. Gardner reconocía no solo sus proyectos de desarrollo comunitario, si no también su gestión de las industrias de la Nación Cheroqui que habían tenido un incremento de beneficios de más de dos millones de dólares.  A mitad de su mandato, Mankiller fue invitada a la Casa Blanca a conocer al Presidente Reagan, y tratar con él las quejas de los pueblos nativos contra su gobierno. Pensando que sería una reunión productiva, Mankiller, que había sido elegida como una de los tres portavoces de los 16 jefes invitados quedó decepcionada cuando Reagan restó importancia a sus problemas y simplemente reiteró su deseo de autodeterminación.  Aunque consideraba que la reunión había sido una simple excusa por parte del presidente para hacerse una foto, la publicidad del evento reforzó su imagen pública.  Lo más importante de su primer mandato fue la negociación con el estado de Oklahoma sobre la repartición de impuestos de los negocios que operaban en las tierras cheroquis.  El acuerdo, firmado por el Gobernador David Walters y los líderes de todas las Cinco Tribus Civilizadas, excepto la Nación Muscogee (Creek), permitía a los jefes recaudar impuestos y retener una porción de los ingresos.
En junio de 1990, la enfermedad renal de Mankiller empeoró, y falló uno de sus riñones. Su hermano Don le donó uno de los suyos, y ella se sometió al trasplante en julio, volviendo al trabajo pocas semanas después. Mientras estaba en Boston recuperándose del trasplante, se reunió con miembros del gobierno central y firmó un documento para que la Nación Cheroqui participara en un proyecto que permitiera a la tribu auto-gobernarse y asumir responsabilidad sobre el uso de fondos federales. Este cambio en la política fue posible como resultado de ciertas alegaciones de corrupción y malversación de fondos en el seno del Bureau of Indian Affairs (la Oficina de Asuntos Indios). Varias sesiones sobre la cuestión tuvieron como resultado enmiendas a la Indian Self-Determination and Education Assistance Act de 1975 hechas en 1988, que permitiría a las tribus participar en un programa piloto durante los siguientes cinco años. Las tribus recibieron fondos y pudieron utilizarlos en función de sus propias necesidades. Hubo más modificaciones a principios de la década de 1990s para ampliar este autogobierno al Indian Health Service (Servicio de Salud Indio). Mankiller recibió la iniciativa con agrado, lo que reforzó la cooperación intergubernamental y aumentó el autogobierno. Durante su primer mandato completo, su gobierno construyó nuevas clínicas de salud, una clínica móvil de cuidado ocular, y estableció servicios de ambulancias. También estableció programas de educación infantil y adulta. Mankiller fue reconocida como doctora honoris causa por la Universidad de Yale en 1990 y en 1991, por parte del Dartmouth College.
En torno a esa época, la polémica relación con la United Keetoowah Band of Cherokee Indians, volvió a estallar. Con el jefe Swimmer, la Nación Cheroqui había interpuesto una demdanda contra la Keetoowah Band, que tradicionalmente había permitido a sus miembros pertenecer a ambas tribus. Mankiller tenía la esperanza de reconciliar las diferencias entre ambas tribus, pero el programa fiscal generó controversia. La Keetoowah Band no quiso permitir que la Nación Cheroqui recaudar impuestos de sus miembros, y puso en práctica una política de solicitar a sus miembros que abandonasen la Nación Cheroqui, afirmando ser la verdadera tribu que representaba a los cheroquis. Mankiller, cuyo gobierno había establecido un tribunal de distrito para que los problemas entre nativos se resolvieran en la jurisdicción federal, y no en la local, comenzó a finales de 1990 a negociar acuerdos de delegación cruzada con los organismos de aplicación de la ley y el Servicio de Alguaciles de la Nación Cheroqui. (Estas delegaciones cruzadas fueron formalmente autorizadas en abril de 1991). En el otoño de 1990, los funcionarios del condado y los alguaciles de la Nación Cheroqui llevaron a cabo redadas en 14 fumaderos con licencia de la Keetoowah Band. Los funcionarios de la banda no lograron obtener una orden de restricción contra la Nación Cheroqui y pusieron una queja en la Oficina de Asuntos Indígenas. Al no poder resolver el asunto, los tribunales federales intervinieron y dictaminaron que los fumaderos de la Banda Keetoowah no estaban exentos de impuestos estatales.

### Segundo mandato como Jefa Principal (1991–1995)
En marzo de 1991, Mankiller anunció su candidatura para las siguientes elecciones, y poco después la invitaron a reunirse con otros líderes indios en la Casa Blanca con el presidente George H. W. Bush. Los miembros del gobierno de Bush, a diferencia de los de Reagan, fueron más receptivos a las solicitudes de los líderes tribales, y Mankiller esperaba que ello resultara en una nueva era de relaciones intergubernamentales. En las elecciones de junio, ganó con un 83% del voto. Una de las primeras cosas que hizo fue participar en una conferencia para programas educativos para nativo-americanos, en la que se opuso fervientemente a centralizar la educación de los nativos. De igual manera, se opuso a la legislación propuesta por la Asamblea de representantes de Oklahoma de recaudar impuestos al tabaco también sobre los productos vendidos en tiendas de nativos a no-nativos. En su batalla por la compensación por la pérdida de acceso a los derechos sobre los minerales del río Arkansas Mankiller estimaba que un tercio de su tiempo como jefa lo ocupó en conseguir una transacción.
Durante el curso escolar de 1991-1992, el gobierno de Mankiller revivió el Sequoyah High School en Tahlequah. Trabajando con la American Association of University Women, creó un programa que pusiera en contacto mentores cheroquis con niñas que fueran al internado. Los mentores acompañaban a las niñas a lo largo de su escolarización y les proporcionaban guía y directrices sobre oportunidades laborales. También se centró en cuestiones de identidad. Mankiller trabajó con el registrador tribal Lee Fleming y con Richard Allen para documentar a los grupos que reclamaban herencia cheroqui, compilando una lista de hasta 269 asociaciones de todo el país. Tras promulgarse la Indian Arts and Crafts Act de 1990, que preveía sanciones civiles y penales para los no-nativos que comercializaran su trabajo como "arte indio", la tribu pudo certificar a los artesanos que no podrían demostrar su genealogía. En dos casos muy famosos, los de Willard Stone y Bert Seabourn, Stone consiguió su certificado, aunque su familia solicitó que se lo revocaran, y Seabourn no fue certificado como artista sino como "embajador de buena fe".
En 1995 Mankiller no optó por postularse de nuevo para el jefe, en gran parte debido a problemas de salud.
Mankiller enfrentó muchos obstáculos durante su mandato en el cargo. En el momento en que ella se convirtió en jefa, el liderazgo de la Nación Cherokee fue dominada por los hombres. Esta estructura contrasta con la cultura y el valor del sistema tradicional Cherokee, que tendía a incluir ambos sexos en los puestos de liderazgo, aunque en diferentes capacidades.
A lo largo de sus mandatos, Mankiller revitalizó la Nación Cherokee a través de proyectos de desarrollo comunitario, donde los hombres y las mujeres trabajen en conjunto por el bien común. Estos fueron financiados por la Oficina de Asuntos Indígenas "autoayuda" programas, iniciados por el Keetoowah Band Unidas, y con la ayuda de los fondos de libre determinación del gobierno federal. Los proyectos incluyeron la creación de empresas de propiedad indígena (como operaciones hortícolas y plantas con los contratos de defensa del gobierno), la mejora de la infraestructura (como el suministro de agua corriente a la comunidad de Bell, Oklahoma), y la construcción de una central hidroeléctrica.
Bajo la política de Estados Unidos Federal de la autodeterminación del nativo americano, Mankiller mejoró las negociaciones federales. Ella ayudó a preparar para la relación actual Gobierno-a-Gobierno que la Nación Cherokee tiene con el Gobierno Federal de Estados Unidos.
Su administración fundó el Departamento de Desarrollo de la Nación Cherokee Comunidad, revivió la escuela secundaria de Sequoyah tribal en Tahlequah, y vio a un aumento de la población de los ciudadanos de la Nación Cherokee de 55.000 a 156.000. "Antes de mi elección", dice Mankiller, "chicas jóvenes Cherokee nunca habrían pensado que podrían crecer y convertirse en jefe".
Después de su mandato como jefe, tomó un puesto de profesor en el Dartmouth College, donde había de recibir un doctorado honoris causa en 1991. Murió en abril de 2010.

Cuando murió Wilma Mankiller, el presidente Obama declaró:
"Estoy profundamente entristecido al enterarme de la muerte de Wilma Mankiller hoy. Como primera jefa de la Nación Cherokee, que transformó la relación de nación a nación entre la Nación Cherokee y el Gobierno Federal, y sirvió como una inspiración para las mujeres en la India y en todo Estados Unidos. Fue una receptora de la Medalla Presidencial de la Libertad, que fue reconocida por su visión y compromiso con un futuro más brillante para todos los estadounidenses, su legado seguirá alentando y motivando a todos los que llevan en su trabajo. Michelle y yo ofrecemos nuestras condolencias a la familia de Wilma, en especial a su esposo Charlie y dos hijas, Gina y Felicia, así como de la Nación y de todos aquellos que la conocieron y fueron tocados por sus buenas obras Cherokee ".

## Vida personal
En 1979, se vio involucrada en un accidente automovilístico casi fatal que requirió múltiples cirugías. Tenía varios otros problemas de salud, incluyendo miastenia grave, un trasplante de riñón, cáncer de mama y el linfoma. Después de muchos años trabajando juntos en proyectos de desarrollo comunitario Cherokee, Mankiller se casó con su amigo de mucho tiempo, Charlie Lee Jabón, un pura sangre Cherokee tradicionalista y hablante de Cherokee con fluidez. Ellos vivían en la tierra ancestral de Mankiller en Mankiller Flats. En marzo de 2010 se le informó que estaba gravemente enfermo de cáncer de páncreas. Ella murió de la enfermedad en su casa en el condado de Adair rural, Oklahoma, el 6 de abril de 2010. She died of the disease at her home in rural Adair County, Oklahoma,. Le sobreviven su esposo y sus hijas. Alrededor de 1.200 personas asistieron a su funeral en la Cherokee National Motivos culturales en Tahlequah el 10 de abril su entierro fue en el cementerio de Echota en Stilwell.

## Logros
Ganó varios premios, entre ellos la mujer de Ms. Magazine del Año en 1987, Medalla Presidencial de la Libertad, el Salón de la Fama de Mujeres de Oklahoma, Mujer del Año, el Premio Elizabeth Blackwell, John W. Gardner Premio al Liderazgo, Sector Independiente, y fue instalado en el Salón Nacional de la Mujer de la Fama en 1993.
Su primer libro, Mankiller: Un Jefe y su pueblo, una autobiografía, se convirtió en un superventas nacional. Gloria Steinem dijo en un comentario que "como el viaje de una mujer, Mankiller abre el corazón. Como la historia de un pueblo, se informa a la mente. Juntos, nos enseña que, mientras la gente como Wilma Mankiller llevar la llama en su interior, siglos de ignorancia y de genocidio no pueden extinguir el espíritu humano ". Steinem se convirtió en uno de los amigos más cercanos de Mankiller. En 2004, Mankiller coautor de cada día es un buen día: Reflexiones de Mujeres Indígenas Contemporáneas.
Mankiller a veces se refiere incorrectamente como la primera mujer jefe de una tribu americana nativa. En el siglo 20, Alice Brown Davis se convirtió en Jefe Principal de la Tribu Seminole de Oklahoma en 1922, y Mildred Cleghorn se convirtió en el presidente de la tribu apache Fort Sill en 1976. En épocas anteriores, un número de mujeres llevó sus tribus.
En 1994, Mankiller y la cantante Patsy Cline estuvieron entre los homenajeados en el Museo Nacional de la vaquera y del Salón de la Fama en Fort Worth, Texas. También fue incluido en el Salón de la Fama de Oklahoma en 1994.
Una película de 2013 característica, El Cherokee Palabra del Agua, cuenta la historia del proyecto de Bell flotación que ayudó a la carrera política de lanzamiento Mankiller, y fue también el comienzo de su amistad con su futuro marido, Charlie jabón. En la película, Mankiller es retratado por la actriz Kimberly Norris Guerrero y jabón por el actor Moisés trae abundancia.

## Controversias
Términos de Mankiller como jefe no estaban sin controversia. Mankiller estableció la ley que la pertenencia tribal limitada, excluyendo la sección de libertos de los indios Cherokee que aparece en la Dawes Rolls, la generación de la tarde Cherokee libertos controversia. Esta ley fue declarada inconstitucional en 2006 por el Tribunal de Apelaciones Judicial de la Nación Cherokee.
Administración de Mankiller estuvo involucrado en muchos conflictos con Estados Keetoowah Band de los indios Cherokee, el otro federal-reconocida tribu Cherokee sede en Tahlequah, Oklahoma. Su administración cuestionó la competencia de la UKB, que culminó con el cierre de las tiendas de tabaco del UKB.
Una demanda fue presentada por la Nación Cherokee contra Mankiller con acusaciones de malversación de fondos de la tribu, al final de su último mandato en el cargo. El caso fue sobre 300,000 dólares pagados a funcionarios tribales y jefes de departamento que dejaron al final de su mandato en 1995 - El caso, titulado Nación Cherokee v Mankiller, fue retirada por un voto del consejo tribal.
"Hemos tenido enormes problemas en muchas áreas críticas", Mankiller ha estado citando como diciendo, "pero creo que en el antiguo orden Cherokee a" ser de una buena mente. ' Hoy en día se llama pensamiento positivo".

## Publicaciones
- Hurtado, Albert L., editor. Mankiller, Wilma Pearl, introducción. Reflexiones sobre la Historia Indígena de los EE.UU.: Honrando el Pasado, Construyendo un futuro. Norman: University of Oklahoma Press, 2008 - ISBN 0-8061-3896-3.
- Mankiller, Wilma, Vine Deloria, Jr., y Gloria Steinem. Cada día es un buen día: Reflexiones de Mujeres Indígenas Contemporáneas. Golden, CO: Fulcrum Publishing, 2004 - ISBN 1-55591-516-7
- Mankiller, Wilma y Michael Wallis. Mankiller: Un Jefe y su pueblo. New York: St. Martin Press, 1999 - ISBN 0-312-20662-3
- Smith, Barbara, Gloria Steinem, Gwendolyn Mink, Marysa Navarro y Wilma Mankiller, editores. Compañero del Lector a la Historia de las Mujeres en los EE.UU. Boston: Houghton Mifflin, 1999 - ISBN 0-395-67173-6
- Kauger, Yvonne, Richard Du Bey, Wilma Perla Mankiller, Judy A. Zelio. La promoción eficaz de relaciones Estado-tribales: un diálogo. Conferencia Nacional de Legislaturas Estatales: 1990. ISBN 1-55516-975-9.
- Mankiller, Wilma P. Los principales cocineros: recetas tradicionales Cherokee. Muskogee, OK: Hoffman Printing Company, 1988 - ASIN B000728364.